# Supercoppa LNP 2020
La Supercoppa LNP Centenario 2020 è stata la 5ª edizione della Supercoppa LNP ed è stata vinta dallo Scafati Basket, che ha battuto in finale la Pallacanestro Forlì 2.015.

## Formula
La manifestazione vede la partecipazione delle 27 squadre iscritte al Campionato di Serie A2 2020-2021, divise in 6 gironi da 4 squadre e un girone da 3 squadre, incontrandosi nella fase di qualificazione in tre gare di solo andata. Le 7 vincenti dei rispettivi giorni più la Benedetto XIV Cento, squadra organizzatrice delle finali, parteciperanno alla Final Eight della Supercoppa Centenario 2020.

## Squadre partecipanti
- Derthona Basket
- Basket Torino
- JB Monferrato
- Pall. Biella
- Bergamo B. 2014
- Urania Milano
- Treviglio
- U.C.C. Piacenza
- Pall. Orzinuovi
- Scaligera Verona
- Pall. Mantovana
- Amici Pall. Udinese
- Basket Ravenna
- Pall. Forlì 2.015
- Chieti 1974
- N.P.C. Rieti
- Eurobasket Roma
- Stella Azzurra
- Pistoia Basket
- Latina Basket
- Napoli Basket
- San Severo
- Scafati Basket
- Orlandina
- Benedetto XIV Cento
- Kleb Ferrara
- Pall. Trapani

## Fase a gironi

### Girone Verde
| Pos | Squadra              | G | V | P | PF  | PS  | DP  | Pt | Qualificazione |
| --- | -------------------- | - | - | - | --- | --- | --- | -- | -------------- |
| 1   | Basket Torino        | 3 | 3 | 0 | 285 | 221 | +64 | 6  | Qualificata    |
| 2   | Derthona Basket      | 3 | 2 | 1 | 238 | 200 | +38 | 5  |                |
| 3   | Pallacanestro Biella | 3 | 1 | 2 | 255 | 267 | −12 | 4  |                |
| 4   | JB Monferrato        | 3 | 0 | 3 | 206 | 296 | −90 | 3  |                |

| Tortona 11 ottobre 2020, ore 18:30 | Derthona Basket | 62 – 75 | Basket Torino | PalaOltrepò |

| Biella 11 ottobre 2020, ore 18:00 | Pall. Biella | 97 – 80 | JB Monferrato | Biella Forum |

| Casale Monferrato 18 ottobre 2020, ore 18:00 | JB Monferrato | 53 – 93 | Derthona Basket | PalaFerraris |

| Torino 18 ottobre 2020, ore 18:00 | Basket Torino | 104 – 86 | Pall. Biella | PalaGianniAsti |

| Tortona 25 ottobre 2020, ore 18:00 | Derthona Basket | 83 – 72 | Pall. Biella | PalaOltrepò |

| Casale Monferrato 25 ottobre 2020, ore 18:00 | JB Monferrato | 73 – 106 | Basket Torino | PalaFerraris |

### Girone Giallo
| Pos | Squadra             | G | V | P | PF  | PS  | DP  | Pt | Qualificazione |
| --- | ------------------- | - | - | - | --- | --- | --- | -- | -------------- |
| 1   | Urania Milano       | 3 | 3 | 0 | 246 | 204 | +42 | 6  | Qualificata    |
| 2   | Treviglio           | 3 | 1 | 2 | 226 | 244 | −18 | 4  |                |
| 3   | U.C.C. Piacenza     | 3 | 1 | 2 | 231 | 238 | −7  | 4  |                |
| 4   | Bergamo Basket 2014 | 3 | 1 | 2 | 212 | 229 | −17 | 4  |                |

| Treviglio 10 ottobre 2020, ore 18:00 | Treviglio | 90 – 80 | U.C.C. Piacenza | PalaFacchetti |

| Bergamo 11 ottobre 2020, ore 18:00 | Bergamo B. 2014 | 69 – 77 | Urania Milano | PalaAgnelli |

| Piacenza 18 ottobre 2020, ore 18:00 | U.C.C. Piacenza | 74 – 64 | Bergamo B. 2014 | PalaBanca |

| Milano 18 ottobre 2020, ore 18:00 | Urania Milano | 85 – 58 | Treviglio | PalaLido Allianz Cloud |

| Bergamo 25 ottobre 2020, ore 18:00 | Bergamo B. 2014 | 79 – 78 | Treviglio | PalaAgnelli |

| Piacenza 25 ottobre 2020, ore 18:00 | U.C.C. Piacenza | 77 – 84 | Urania Milano | PalaBanca |

### Girone Rosso
| Pos | Squadra                 | G | V | P | PF  | PS  | DP  | Pt | Qualificazione |
| --- | ----------------------- | - | - | - | --- | --- | --- | -- | -------------- |
| 1   | APU Udine               | 3 | 3 | 0 | 246 | 208 | +38 | 6  | Qualificata    |
| 2   | Pallacanestro Mantovana | 3 | 2 | 1 | 214 | 215 | −1  | 5  |                |
| 3   | Scaligera Verona        | 3 | 1 | 2 | 233 | 232 | +1  | 4  |                |
| 4   | Pallacanestro Orzinuovi | 3 | 0 | 3 | 237 | 275 | −38 | 3  |                |

| Verona 10 ottobre 2020, ore 20:30 | Scaligera Verona | 95 – 77 | Pall. Orzinuovi | AGSM Forum |

| Mantova 11 ottobre 2020, ore 18:00 | Pall. Mantovana | 58 – 67 | Amici Pall. Udinese | Grana Padano Arena |

| Udine 18 ottobre 2020, ore 18:00 | Amici Pall. Udinese | 84 – 69 | Scaligera Verona | PalaCarnera |

| Orzinuovi 18 ottobre 2020, ore 18:00 | Pall. Orzinuovi | 79 – 85 | Pall. Mantovana | PalaBertocchi |

| Verona 24 ottobre 2020, ore 20:30 | Scaligera Verona | 69 – 71 | Pall. Mantovana | AGSM Forum |

| Udine 25 ottobre 2020, ore 18:00 | Amici Pall. Udinese | 95 – 81 | Pall. Orzinuovi | PalaCarnera |

### Girone Bianco
| Pos | Squadra                   | G | V | P | PF  | PS  | DP  | Pt | Qualificazione |
| --- | ------------------------- | - | - | - | --- | --- | --- | -- | -------------- |
| 1   | Pallacanestro Forlì 2.015 | 2 | 2 | 0 | 153 | 132 | +21 | 4  | Qualificata    |
| 2   | Basket Ravenna            | 2 | 1 | 1 | 152 | 153 | −1  | 3  |                |
| 3   | Chieti Basket 1974        | 2 | 0 | 2 | 135 | 155 | −20 | 2  |                |

| Ravenna 11 ottobre 2020, ore 18:00 | Basket Ravenna | 73 – 77 | Pall. Forlì 2.015 | Pala De André |

| Forlì 18 ottobre 2020, ore 18:00 | Pall. Forlì 2.015 | 76 – 59 | Chieti 1974 | PalaUnieuro |

| Ravenna 25 ottobre 2020, ore 18:00 | Basket Ravenna | 79 – 76 | Chieti 1974 | Pala De André |

### Girone Blu
| Pos | Squadra             | G | V | P | PF  | PS  | DP  | Pt | Qualificazione |
| --- | ------------------- | - | - | - | --- | --- | --- | -- | -------------- |
| 1   | N.P.C. Rieti        | 3 | 2 | 1 | 221 | 226 | −5  | 5  | Qualificata    |
| 2   | Pistoia Basket 2000 | 3 | 2 | 1 | 240 | 222 | +18 | 5  |                |
| 3   | Eurobasket Roma     | 3 | 1 | 2 | 221 | 231 | −10 | 4  |                |
| 4   | Stella Azzurra Roma | 3 | 1 | 2 | 226 | 229 | −3  | 4  |                |

| Montecatini Terme 31 ottobre 2020, ore 18:00 | Pistoia Basket | 89 – 74 | Eurobasket Roma | PalaTerme |

| Rieti 18 ottobre 2020, ore 18:00 | Stella Azzurra | 85 – 72 | N.P.C. Rieti | PalaSojourner |

| Veroli 4 novembre 2020, ore 18:00 | Stella Azzurra | 72 – 76 | Pistoia Basket | PalaCoccia |

| Cisterna di Latina 7 novembre 2020, ore 18:00 | Eurobasket Roma | 66 – 73 | N.P.C. Rieti | Palazzetto dello Sport |

| Montecatini Terme 25 ottobre 2020, ore 18:00 | Pistoia Basket | 75 – 76 | N.P.C. Rieti | PalaTerme |

| Veroli 25 ottobre 2020, ore 18:00 | Stella Azzurra | 69 – 81 | Eurobasket Roma | PalaCoccia |

### Girone Arancione
| Pos | Squadra               | G | V | P | PF  | PS  | DP  | Pt | Qualificazione |
| --- | --------------------- | - | - | - | --- | --- | --- | -- | -------------- |
| 1   | Scafati Basket        | 3 | 2 | 1 | 263 | 213 | +50 | 5  | Qualificata    |
| 2   | Napoli Basket         | 3 | 2 | 1 | 210 | 198 | +12 | 5  |                |
| 3   | Cestistica San Severo | 3 | 1 | 2 | 201 | 235 | −34 | 4  |                |
| 4   | Latina Basket         | 3 | 1 | 2 | 226 | 254 | −28 | 4  |                |

| Napoli 3 novembre 2020, ore 18:00 | Napoli Basket | 68 – 56 | San Severo | PalaBarbuto |

| Latina 11 ottobre 2020, ore 18:00 | Latina Basket | 91 – 89 | Scafati Basket | PalaBianchini |

| Scafati 5 novembre 2020, ore 18:00 | Scafati Basket | 82 – 61 | Napoli Basket | PalaMangano |

| San Severo 31 ottobre 2020, ore 18:00 | San Severo | 84 – 75 | Latina Basket | Palasport Falcone e Borsellino |

| Napoli 8 novembre 2020, ore 18:00 | Napoli Basket | 81 – 60 | Latina Basket | PalaBarbuto |

| Scafati 24 ottobre 2020, ore 18:00 | Scafati Basket | 92 – 61 | San Severo | PalaMangano |

### Girone Azzurro
| Pos | Squadra             | G | V | P | PF  | PS  | DP  | Pt | Qualificazione |
| --- | ------------------- | - | - | - | --- | --- | --- | -- | -------------- |
| 1   | Kleb Basket Ferrara | 3 | 3 | 0 | 252 | 226 | +26 | 6  | Qualificata    |
| 2   | Trapani             | 3 | 2 | 1 | 235 | 230 | +5  | 5  |                |
| 3   | Benedetto XIV Cento | 3 | 1 | 2 | 227 | 247 | −20 | 4  |                |
| 4   | Orlandina Basket    | 3 | 0 | 3 | 267 | 278 | −11 | 3  |                |

| Trapani 11 ottobre 2020, ore 18:00 | Pall. Trapani | 95 – 94 | Orlandina | PalaConad |

| Cento 11 ottobre 2020, ore 18:00 | Benedetto XIV Cento | 71 – 89 | Kleb Ferrara | PalaBenedetto |

| Ferrara 18 ottobre 2020, ore 18:00 | Kleb Ferrara | 72 – 69 | Pall. Trapani | MF Palace |

| Capo d'Orlando 17 ottobre 2020, ore 21:00 | Orlandina | 87 – 92 | Benedetto XIV Cento | PalaFantozzi |

| Trapani 25 ottobre 2020, ore 18:00 | Pall. Trapani | 71 – 64 | Benedetto XIV Cento | PalaConad |

| Ferrara 24 ottobre 2020, ore 18:00 | Kleb Ferrara | 91 – 86 | Orlandina | MF Palace |

## Fase Finale

### Tabellone
|  | Quarti di finale 13 novembre | Quarti di finale 13 novembre | Quarti di finale 13 novembre |                |                | Semifinali 14 novembre | Semifinali 14 novembre | Semifinali 14 novembre |  |  | Finale 15 novembre | Finale 15 novembre | Finale 15 novembre |
|  |                              |                              |                              |                |                |                        |                        |                        |  |  |                    |                    |                    |
|  |                              | Basket Torino                | 87                           |                |                |                        |                        |                        |  |  |                    |                    |                    |
|  |                              | Urania Milano                | 65                           |                |                |                        |                        |                        |  |  |                    |                    |                    |
|  |                              | Urania Milano                | 65                           |                | Basket Torino  | 70                     |                        |                        |  |  |                    |                    |                    |
|  |                              |                              |                              |                | Basket Torino  | 70                     |                        |                        |  |  |                    |                    |                    |
|  |                              |                              | Pall. Forlì 2.015            | 75             |                |                        |                        |                        |  |  |                    |                    |                    |
|  |                              | Amici Pall. Udinese          | Pall. Forlì 2.015            | 75             | 70             |                        |                        |                        |  |  |                    |                    |                    |
|  |                              | Amici Pall. Udinese          |                              |                | 70             |                        |                        |                        |  |  |                    |                    |                    |
|  |                              | Pall. Forlì 2.015            | 76                           |                |                |                        |                        |                        |  |  |                    |                    |                    |
|  |                              |                              |                              |                |                |                        |                        |                        |  |  |                    | Pall. Forlì 2.015  | 69                 |
|  |                              |                              |                              | Scafati Basket | 78             |                        |                        |                        |  |  |                    |                    |                    |
|  |                              | N.P.C. Rieti                 | 65                           |                |                |                        |                        |                        |  |  |                    |                    |                    |
|  |                              | Scafati Basket               | 69                           |                |                |                        |                        |                        |  |  |                    |                    |                    |
|  |                              | Scafati Basket               | 69                           |                | Scafati Basket | 73                     |                        |                        |  |  |                    |                    |                    |
|  |                              |                              |                              |                | Scafati Basket | 73                     |                        |                        |  |  |                    |                    |                    |
|  |                              |                              | Kleb Ferrara                 | 65             |                |                        |                        |                        |  |  |                    |                    |                    |
|  |                              | Kleb Ferrara                 | Kleb Ferrara                 | 65             | 69             |                        |                        |                        |  |  |                    |                    |                    |
|  |                              | Kleb Ferrara                 |                              |                | 69             |                        |                        |                        |  |  |                    |                    |                    |
|  |                              | Benedetto XIV Cento          | 65                           |                |                |                        |                        |                        |  |  |                    |                    |                    |

#### Finale
| Arbitri: | Moretti (Marsciano) Gonella (Genova) Puccini (Genova) |

|                     |            |                     |
| Rodríguez, Landi 17 | Punti      | 18 Thomas           |
| Rush 4              | Assist     | 5 Marino, Musso     |
| Rush 10             | Rimbalzi   | 7 Benvenuti, Thomas |
| Sandro Dell'Agnello | Allenatori | Alessandro Finelli  |

| Quintetto titolare  | Quintetto titolare | Quintetto titolare  | Pt   | Rim  | Ass  |
| ------------------- | ------------------ | ------------------- | ---- | ---- | ---- |
| P                   | 12                 | Yancarlos Rodríguez | 17   | 6    | 1    |
| A                   | 21                 | Erik Rush           | 12   | 10   | 4    |
| G                   | 17                 | Luca Campori        | 5    | 5    | 1    |
| A                   | 8                  | Nicola Natali       | 1    | 0    | 3    |
| A                   | 16                 | Samuel Dilas        | 2    | 1    | 0    |
| Panchina:           |                    |                     |      |      |      |
| G                   | 13                 | Riccardo Bolpin     | 12   | 4    | 1    |
| C                   | 15                 | Aristide Landi      | 17   | 5    | 2    |
| C                   | 20                 | Benjamin Ndour      | 3    | 4    | 0    |
| P                   | 31                 | Paolo Bandini       | 0    | 1    | 0    |
| G                   | 22                 | Giulio Zambianchi   | 0    | 0    | 0    |
| P                   | 5                  | Jacopo Giachetti    | n.e. | n.e. | n.e. |
| G                   | 34                 | Terrence Roderick   | n.e. | n.e. | n.e. |
| Allenatore:         |                    |                     |      |      |      |
| Sandro Dell'Agnello |                    |                     |      |      |      |

|  |  |  |

| Supercoppa A2 LNP Old Wild West 2020 |
| ------------------------------------ |
| Scafati Basket 1º titolo             |

| Quintetto titolare | Quintetto titolare | Quintetto titolare | Pt   | Rim  | Ass  |
| ------------------ | ------------------ | ------------------ | ---- | ---- | ---- |
| C                  | 25                 | Lorenzo Benvenuti  | 17   | 7    | 0    |
| P                  | 11                 | Tommaso Marino     | 0    | 2    | 5    |
| A                  | 20                 | Luigi Sergio       | 3    | 5    | 0    |
| A                  | 13                 | Charles Thomas     | 18   | 7    | 4    |
| G                  | 3                  | Randy Culpepper    | 16   | 2    | 3    |
| Panchina:          |                    |                    |      |      |      |
| G                  | 5                  | Bernardo Musso     | 10   | 0    | 5    |
| C                  | 32                 | Valerio Cucci      | 7    | 3    | 0    |
| G                  | 18                 | Riccardo Rossato   | 7    | 1    | 3    |
| G                  | 16                 | Antonino Sabatino  | 0    | 0    | 0    |
| A                  | 12                 | Vincenzo Festinese | n.e. | n.e. | n.e. |
| Allenatore:        |                    |                    |      |      |      |
| Alessandro Finelli |                    |                    |      |      |      |